# Blauwe wereld
Blauwe wereld (Engelse titel: The Blue World) is een boek in het fantasygenre van Jack Vance. De roman is gebaseerd op het verhaal King Kragen dat in juli 1964 gepubliceerd werd in Fantastic stories of imagination. In eerste instantie verscheen het boek in 1970 in de serie Born SF, het bleef het enige boek van Vance in die reeks. In 1978 verscheen het in een nieuwe vertaling bij Meulenhoff, die toen succes had met ander werk van Vance.  

## Inleiding
Ongeveer 12 generaties terug wist een groep gedetineerden zich meester te maken van een gevangenisschip dat naar een verbanningswereld onderweg was. Zij verlegden het reisdoel naar de dichtstbijzijnde bewoonbare planeet, die bij aankomst geheel met water bedekt bleek te zijn. Het schip zonk, maar de overlevenden wisten een samenleving te vestigen op bladeren van onderwaterplanten die drijvende eilanden vormen. De zee blijkt te wemelen van de kragen, vraatzuchtige beesten die normaal van aangroeisels aan waterplanten en sponsachtigen leven, maar die ook kleinere soortgenoten niet versmaden.

## Het verhaal
Vance schetst een rustige, subtropische wereld. De samenleving leeft van wat de natuur verstrekt. Metaal is slechts bekend uit de geschriften die de eerste generatie heeft nagelaten. Hoewel het kastensysteem bezig is te vervagen zijn toch nog wel globale verschillen tussen de oorspronkelijk bevolkingsgroepen te onderscheiden. De flessentrekkers en pyromanen zijn gereserveerd van aard en de adverteerders hebben nog steeds een gebrek aan respect. De zwendelaars zijn vissers, de verduisteraars doen het schilderwerk en smokkelaars koken vernis uit plantensap. Communicatie tussen de in een lange keten liggende eilanden wordt verzorgd door het gilde der oplichters (op-lichters). Zij gebruiken een semafoorsysteem waarbij vaardige operateurs in hoog tempo de stand van lampenkappen bedienen, via een gestandaardiseerde signaalcode waardoor informatie langs visuele weg van eiland naar eiland wordt doorgegeven.
De enigszins recalcitrante Sklar Hast, een vaardig oplichter, bewoont een klein privé-eilandje. Zijn leven laat niets te wensen over, op twee dingen na. In de eerste plaats is daar de mooie, maar koppige Meril Rohan, die zich misschien aan een ander wil binden. En in de tweede plaats Koning Kragen (de grootste der kragen), een zeedier dat zo lang als hij zich herinnert zich rond de eilanden ophoudt. Het beest wordt met het jaar groter en groter, zich voedend met waterplantenproducten die door de eilanders en ook Hast worden geteeld en geoogst. Ieder eiland kent een bemiddelaar, een man die zich opstelt als intermediair tussen de eilanders en de vraatzuchtige Koning Kragen. Zij ontlenen hun status aan hun vermogen om Koning Kragen in toom te houden; althans, zij weten die indruk te wekken en uit te bouwen. Niettemin ergert Sklar zich steeds meer aan de vraatzucht van de Kragen, zeker als zijn lagune wordt leeggevreten door Koning Kragen. Met enkele medestanders weet hij op een dag een relatief kleine Kragen te vangen en aan wal te takelen. Onder verbijsterde blikken van de tegenstanders wordt de schedel van de koepel-kop gelicht en ontdekt men interessante aspecten van het zenuwstelsel van het dier. Om onbekende reden duikt Koning Kragen plotseling in de nabijheid op; hij blijkt ingeseind te zijn door een bemiddelaar. Woedend werkt hij zich het op eiland en richt dood en verwoesting aan.
Tijdens een openbare hoorzitting die na de ramp wordt belegd, kondigt Sklar aan weg te gaan naar onbekende eilandengroepen waarover in documenten van de eerste generatie wordt gerept. Met een grote groep vertrekken zij in kano's, vinden de eilanden achter de horizon en vestigen zich er. Zij concentreren zich op technisch onderzoek en ontdekken onder andere hoe koper uit kragenbloed gewonnen kan worden. Daartoe hebben ze een manier gevonden om de kragen te vangen en te doden. Ze blijven door spionage op de hoogte van de ontwikkelingen op de oorspronkelijke eilandengroep. Daar krijgen de bemiddelaars het langzaamaan voor het zeggen en zij weten een militie te formeren. De vluchtelingen hebben inmiddels uitgevonden op welke wijze de bemiddelaars controle op Koning Kragen uitoefenen en hoe ze daarmee hun eigen sociale positie weten te verstevigen. Als er een oorlog dreigt uit te breken, kiest Hast voor de beste verdediging: de aanval. Op die manier weet hij ook weer Meril terug te winnen. Doordat de bevolking van beide eilanden zich verenigen wordt uiteindelijk ook een manier gevonden op met Koning Kragen af te rekenen.